# Стадіон імені принца Абдулли аль-Файсала
21°26′48″ пн. ш. 39°15′06″ сх. д. / 21.446608° пн. ш. 39.251693° сх. д.
Стадіон імені принца Абдулли аль-Файсала (араб. استاد الأمير عبدالله الفيصل) — стадіон в портовому місті Джидда, Саудівська Аравія.
Стадіон знаходиться на південному сході Джидди, розташовуючись між Університетом короля Абделазіза та індустріальними районами міста. Зі східного боку він виходить на автомагістраль Джидда-Мекка.
Стадіон був зведений у 1970 році з місткістю близько 23 000 глядачів як частина муніципального спорткомплексу. У нього також входили крита арена та центр водних видів спорту.
Стадіон складається з двох головних трибун. Крита західна повністю оснащена сидіннями, в її склад включені VIP-ложа і коментаторські кабіни (в центральній її частині). Східна трибуна у формі арки відкрита, її краї згинаються уздовж бігових доріжок. 
Єдине велике табло поміщено на північній частині східної трибуни.